# غيلين تيدر (فرقة)
غيلين تيدر (العصور الذهبية) هي فرقة بوب سويدية يقودها المغني وعازف الجيتار ومؤلف الأغاني بير جيسل. تعد الفرقة واحدة من أفضل الفرق السويدية مبيعاً على الإطلاق كما تشتهر في الدول الإسكندنافية بالعديد من أغانها الشهيرة، أبرزها أغنية "Flickorna på TV2" التي تم اصدارها عام 1980. اكتسبت الفرقة مكانة أسطورية في السويد بناءً على قوتها البانورامية الجذابة وكلماتها عن الحياة في بلدة صغيرة.

## وصلات خارجية
- غيلين تيدر على موقع IMDb (الإنجليزية)
- غيلين تيدر على موقع روتن توميتوز (الإنجليزية)
- غيلين تيدر على موقع ميوزك برينز (الإنجليزية)
- غيلين تيدر على موقع أول ميوزيك (الإنجليزية)
- غيلين تيدر على موقع ديسكوغز (الإنجليزية)